# Dansk Melodi Grand Prix 2007
Dansk Melodi Grand Prix 2007 var den danske konkurrence om at deltage i Eurovision Song Contest 2007. For første gang blev der afholdt 2 semifinaler og en 1 finale. De 2 semifinaler blev holdt henholdsvis i Holstebro og Aalborg. Finalen blev holdt i Horsens. Årets værter var Camilla Ottesen og Adam Duvå Hall. 
Grunden til at DR valgte at lave 2 semifinaler var, at interessen var stor for Melodi Grand Prixet i den danske befolkning og at i Sverige gik det godt med semifinaler. En anden ny ting som blev introduceret ved dette Melodi Griánd Prix var to wildcards – et til P3 og et til P4. Lytterne fra hver kanal sendte en sang videre til finalen, så der blev 10 finalister i alt. 
Vinderen DQ med sangen Drama Queen. Han sikrede sig faktisk ikke direkte adgang til finalen via semifinalen, men blev tildelt et wildcard af P3's lyttere.

## Semifinaler

### Semifinale 1 – Musikteatret Holstebro
1. semifinale blev afholdt den 26. januar 2007:
| Nr. | Sang                   | Artist                                         |
| 1   | Paparazzi              | Christoffer Brodersen                          |
| 2   | Listen to Love         | Jacob Andersen                                 |
| 3   | Flammer indeni         | Dariana Charquero Baez & Olau Finnemann Scheel |
| 4   | Copenhagen Airport     | Annette Heick                                  |
| 5   | Meaning of Life        | Danni Elmo                                     |
| 6   | On Top of the World    | Heidi Degn                                     |
| 7   | Fly                    | Annika Askman                                  |
| 8   | It Ain't for the Money | Cammille feat. DJ Mary                         |

### Semifinale 2 – Aalborg Kongres og Kultur Center
2. semifinale blev afholdt den 2. februar 2007:
| Nr. | Sang                         | Artist             |
| 1   | Drama Queen*                 | DQ                 |
| 2   | Husker du                    | Aud Wilken         |
| 3   | Vi elsker bare danske piger* | Jørgen Olsen       |
| 4   | Merhaba                      | Julie Lund         |
| 5   | Så nær som nu                | Stig Rossen        |
| 6   | It's a Beautiful Day         | Katrine Falkenberg |
| 7   | Say You Love Me              | James Sampson      |
| 8   | Two Are Stronger than One    | Me & My            |

- Gik videre på et wildcard

## Wildcard
De sange, der ikke kvalificerede sig direkte til finalen, blev ud fra redaktionelle overvejelser fordelt i to puljer, en P3-pulje og en P4-pulje. Radiolytterne kunne herefter i fire dage stemme på deres favoritter via sms. Fra hver pulje gik den sang, der fik flest stemmer, videre til finalen.
P3's wildcard
| Nr. | Sang                   | Artist                 | Procent |
| 1   | It Ain't for the Money | Cammille feat. DJ Mary | 11%     |
| 2   | Husker du              | Aud Wilken             | 11%     |
| 3   | Merhaba                | Julie Lund             | 18%     |
| 4   | Drama Queen            | DQ                     | 60%     |

P4's wildcard
| Nr. | Sang                        | Artist                                         | Procent |
| 1   | Vi elsker bare danske piger | Jørgen Olsen                                   | 48%     |
| 2   | Paparazzi                   | Christoffer Brodersen                          | 22%     |
| 3   | Flammer indeni              | Dariana Charquero Baez & Olau Finnemann Scheel | 12%     |
| 4   | On Top of the World         | Heidi Degn                                     | 18%     |

## Finalen
Finalen blev afholdt 10. februar 2007 i Forum Horsens.
| Nr. | Sang                          | Artist             | Musik og tekst                                    |
| 1   | "Copenhagen Airport"          | Annette Heick      | Annette Heick, Mogens Binderup                    |
| 2   | "Two Are Stronger Than One"   | Me & My            | Casper Lindstad, Rune Braager, Jascha Richter     |
| 3   | "Fly"                         | Annika Askman      | Annika Askman, Boe Larsen, Mads Haugaard          |
| 4   | "It's a Beautiful Day"        | Katrine Falkenberg | Jørn Hansen                                       |
| 5   | "Listen to Love"              | Jacob Andersen     | Thomas Reil, Jeppe Reil, Morten Reil              |
| 6   | "Vi elsker bare danske piger" | Jørgen Olsen       | Jørgen Olsen                                      |
| 7   | "Meaning of Life"             | Danni Elmo         | Thomas Edinger                                    |
| 8   | "Så nær som nu"               | Stig Rossen        | Ivar Lind Greiner                                 |
| 9   | "Say You Love Me"             | James Sampson      | Claus Storgaard, Mads Løkkegaard, Mogens Binderup |
| 10  | "Drama Queen"                 | DQ                 | Peter Andersen, Claus Christensen                 |

### Afstemning
Vinderen blev fundet ved seerafstemning. Seerne kunne stemme via fastnettelefon eller SMS. Dog kunne der kun foretages opkald fra fastnettelefoner med endetallene 2, 4, 7 og 8. Under pointafgivningen var landet inddelt i fem regioner. Fra hver region var der hhv. 12, 10, 8, 6 og 4 stemmer til de fem sange, der havde fået flest stemmer.
| Nr. | Solist             | Sang                          | Nordjylland | Midtjylland | Syddanmark | Sjælland | Hovedstaden | Total point | Placering |
| --- | ------------------ | ----------------------------- | ----------- | ----------- | ---------- | -------- | ----------- | ----------- | --------- |
| 1.  | Annette Heick      | "Copenhagen Airport"          |             |             |            |          |             | 0           | 7         |
| 2.  | Me & My            | "Two Are Stronger Than One"   | 4           |             | 4          |          |             | 8           | 6         |
| 3.  | Annika Askman      | "Fly"                         |             |             |            |          |             | 0           | 7         |
| 4.  | Katrine Falkenberg | "It's a Beautiful Day"        | 6           | 6           | 6          | 6        | 6           | 30          | 4         |
| 5.  | Jacob Andersen     | "Listen to Love"              |             | 4           |            | 4        | 4           | 12          | 5         |
| 6.  | Jørgen Olsen       | "Vi elsker bare danske piger" |             |             |            |          |             | 0           | 7         |
| 7.  | Danni Elmo         | "Meaning of Life"             |             |             |            |          |             | 0           | 7         |
| 8.  | Stig Rossen        | "Så nær som nu"               | 10          | 8           | 8          | 8        | 8           | 42          | 3         |
| 9.  | James Sampson      | "Say You Love Me"             | 8           | 12          | 12         | 10       | 10          | 52          | 2         |
| 10. | DQ                 | "Drama Queen"                 | 12          | 10          | 10         | 12       | 12          | 56          | 1         |